# Hamilton megye (Illinois)
Hamilton megye az Amerikai Egyesült Államokban, azon belül Illinois államban található. Megyeszékhelye és legnagyobb városa McLeansboro. Lakosainak száma 7993 fő (2020. április 1.). Hamilton megye Wayne, Saline, Franklin, Jefferson, White és Gallatin megyékkel határos.

## Népesség
A megye népességének változása:
| Lakosok száma | 8450 | 8412 | 8386 | 8368 | 8200 | 7993 |
|               | 2010 | 2011 | 2012 | 2013 | 2015 | 2020 |